# Kostinbrod-Pass
Der Kostinbrod-Pass (bulgarisch Костинбродски проход Kostinbrodski prochod) ist ein 1100 m hoher und vereister Bergsattel im westantarktischen Ellsworthland. In der Sentinel Range des Ellsworthgebirges trennt er den Waloga-Gletscher vom Sikera Valley. 6,16 km nordöstlich des Mount Havener, 9,53 km südlich des Dickey Peak und 7,32 km westnordwestlich des Gubesh Peak liegt er zwischen den Doyran Heights und den Flowers Hills.
US-amerikanische Wissenschaftler kartierten ihn 1988. Die bulgarische Kommission für Antarktische Geographische Namen benannte ihn 2011 nach der Stadt Kostinbrod im Westen Bulgariens.